# 歐洲憲兵部隊
歐洲憲兵部隊（英語：European Gendarmerie Force ，EUROGENDFOR）是一支歐洲快速反應部隊，由多個歐洲警察組織和憲兵部隊組成，任務是在危機管理行動中執行警務，以預防衝突和加強國際穩定。

## 歷史
歐洲憲兵部隊的建立是法國國防部長米謝勒·阿利奧-瑪麗於2003年9月首次提出建議，同年10月的歐洲聯盟國防部長會議，阿利奧-瑪麗與義大利國防部長安東尼奧·馬蒂諾共同提出此構想，認為歐洲需要一支額外的準軍事組織，可以在衝突熱度降低的戰場執行警務。2004年9月17日，最終由五個成員國的國防部長在荷蘭諾德韋克簽署執行協議。2006年1月23日，歐洲憲兵部隊在維琴察奇諾托將軍兵營舉行的軍事儀式上正式成立。
羅馬尼亞加入歐盟後，先是申請成為永久觀察員，直到2009年3月3日成為正式成員國。
2009年12月起，歐洲憲兵部隊參與駐阿富汗國際安全援助部隊對阿富汗國家警察的訓練行動。
2010年初，歐洲憲兵部隊被派至到海地協助進行救災後的安全工作。
2011年12月，原本是合作夥伴的波蘭申請成為歐洲憲兵部隊的正式成員國，並獲得批准。

## 成員國
目前有七個成員國（歐盟成員國且擁有一支具備軍事能力的警察部隊），另外還有一個合作夥伴（歐盟成員國或歐盟候選國且擁有一支具備軍事能力和部分警察技能的部隊）和一個觀察國（歐盟候選國且擁有一支具備軍事能力的警察部隊）。成為正式成員國需要所有成員國的同意，並分擔經費。
| 國家     | 機構             |          |
| 正式成員 | 正式成員         | 正式成員 |
| -------- | ---------------- | -------- |
| 法國     | 國家憲兵隊       |          |
| 義大利   | 卡賓槍騎兵隊     |          |
| 荷蘭     | 皇家憲兵隊       |          |
| 波蘭     | 軍事憲兵隊       |          |
| 葡萄牙   | 共和國國民警衛隊 |          |
| 羅馬尼亞 | 憲兵隊           |          |
| 西班牙   | 國民警衛隊       |          |
| 觀察員   |                  |          |
| 土耳其   | 憲兵總司令部     |          |
| 合作夥伴 |                  |          |
| 立陶宛   | 公共安全局       |          |

德國沒有參與，因為其憲法不允許使用軍隊執行警務，而德國聯邦警察的任務與歐洲憲兵部隊的軍事任務明顯不同，但德國仍根據《普呂姆公約》與他國警政單位整合。